# LGV Est européenne

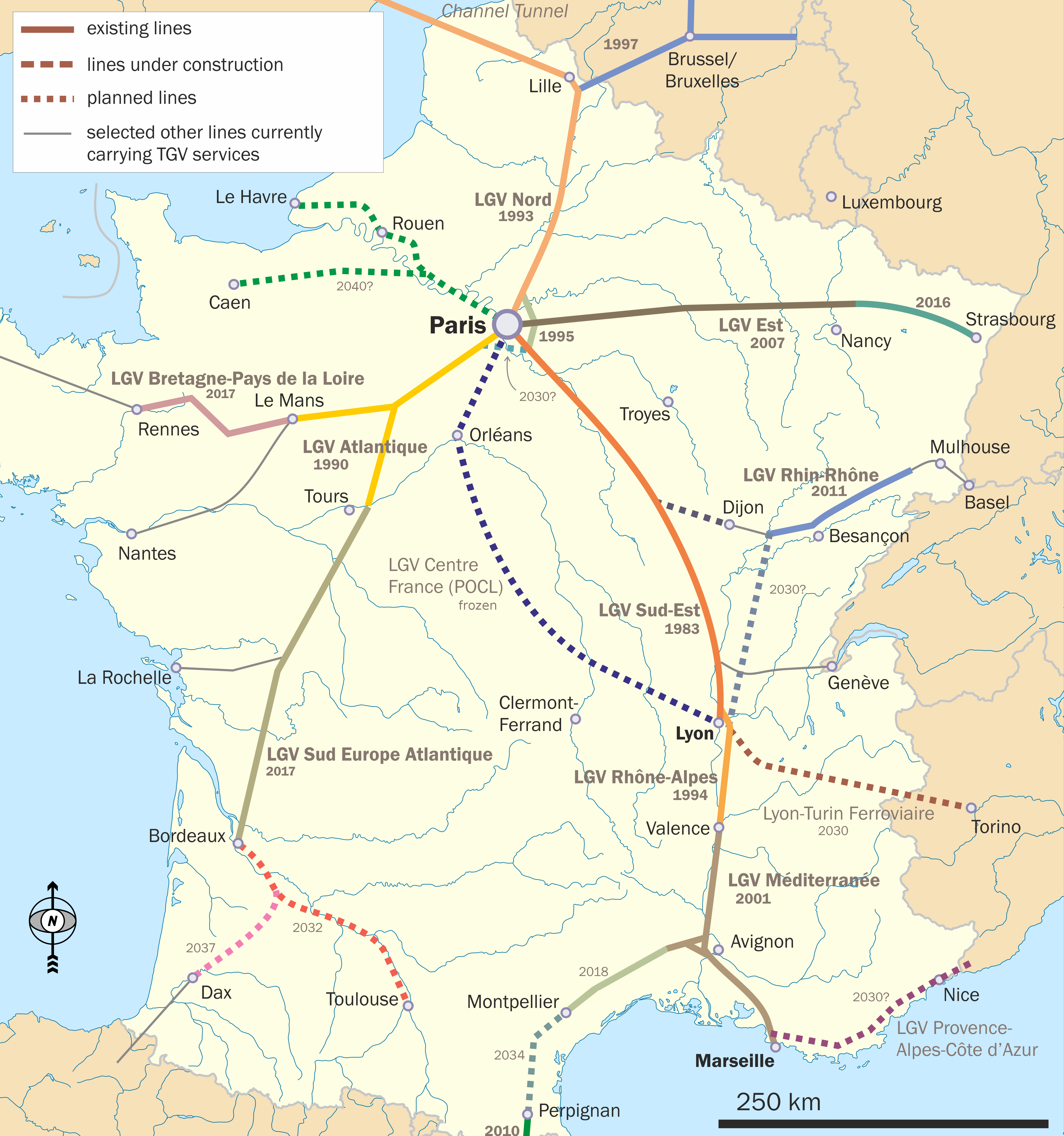
LGV Est européenne (kolor brązowy)

LN 6, Ligne Nouvelle 6 (Nowa Linia nr 6), także LGV Est européenne, często skracane do LGV Est – francuska linia kolejowa wysokich prędkości, łącząca Paryż z Strasburgiem. Linia ma 406 km długości.
Linia umożliwia kursowanie pociągów z prędkościami do 320 km/h.

## Budowa linii

Drugi etap linii

Konstrukcję LGV Est podzielono na dwa etapy:
- jako pierwszy wybudowano odcinek z Vaires-sur-Marne na przedmieściach Paryża do Baudrecourt w departamencie Mozela, w pobliżu Metz i Nancy. W okolicach Baudrecourt linia została połączona z istniejącymi klasycznymi liniami Metz – Saarbrücken oraz Metz – Strasburg. Odcinek ten otwarto 10 czerwca 2007.
- drugi odcinek łączy Baudrecourt z Vendenheim na przedmieściach Strasbourga. Do czasu jego otwarcia pociągi TGV docierały do Strasburga po klasycznej linii Metz – Strasburg, jadąc z prędkością 160 km/h. Drugi odcinek został otwarty 3 lipca 2016

Przy okazji dokonano następujących inwestycji:
- wybudowano trzy nowe dworce na nowej linii:
  - Champagne TGV, w Bezannes, w pobliżu Reims,
  - Meuse TGV, w pobliżu Trois-Domaines, na zachód od linii Nancy – Metz,
  - Lorraine TGV, w Louvigny, w pobliżu regionalnego portu lotniczego Metz – Nancy,
- modernizacji klasycznych linii kolejowych, w szczególności między dworcem wschodnim w Paryżu i Vaires-sur-Marne oraz między Strasburgiem i Kehl,
- modernizacji dworców w centrach miast, do których docierają pociągi TGV,
- elektryfikacji linii kolejowych w Wogezach, umożliwiającą pociągom TGV dotarcie do miast położonych w tym rejonie.

Po oddaniu linii do eksploatacji skróceniu uległy czasy podróży pociągiem do najważniejszych miast w północno-wschodniej Francji oraz w zachodnich Niemczech i Szwajcarii.
| Trasa                       | Czas przejazdu                                       | Czas przejazdu        | Czas przejazdu         |
| Trasa                       | przed otwarciem odcinka I (dla najszybszego pociągu) | po otwarciu odcinka I | po otwarciu odcinka II |
| Paryż – Reims               | 1:25                                                 | 0:45                  | 0:45                   |
| Paryż – Metz                | 2:45                                                 | 1:30                  | 1:30                   |
| Paryż – Nancy               | 2:40                                                 | 1:30                  | 1:30                   |
| Paryż – Luksemburg          | 3:55                                                 | 2:15                  | 2:15                   |
| Paryż – Frankfurt nad Menem | 6:20                                                 | 3:45                  | 3:45                   |
| Paryż – Strasburg           | 3:57                                                 | 2:20                  | 1:45                   |
| Paryż – Monachium           | 8:33                                                 | 6:00                  | 5:30                   |
| Paryż – Bazylea             | 5:00                                                 | 4:00                  | 3:30                   |
| Paryż – Zurych              | 6:00                                                 | 5:00                  | 4:30                   |
| Lille – Strasburg           | (5:23)                                               | 3:10                  | 2:40                   |
| Lille – Meuse TGV           | -                                                    | 1:45                  | 1:45                   |

## Wykonawcy
Głównym inwestorem projektu jest RFF (Réseau ferré de France), zarządca infrastruktury kolejowej we Francji. Prace budowlane, podzielone na osiem części, prowadziły firmy SNCF, ISL, Tractebel, Scétauroute i Setec, które wygrały przetargi na ich realizację. Po raz pierwszy we Francji zastosowano system przetargowy przy budowie linii kolejowej. Tym niemniej całość prac przy budowie torowisk, sygnalizacji i sieci trakcyjnej była koordynowana przez SNCF.

## Finansowanie

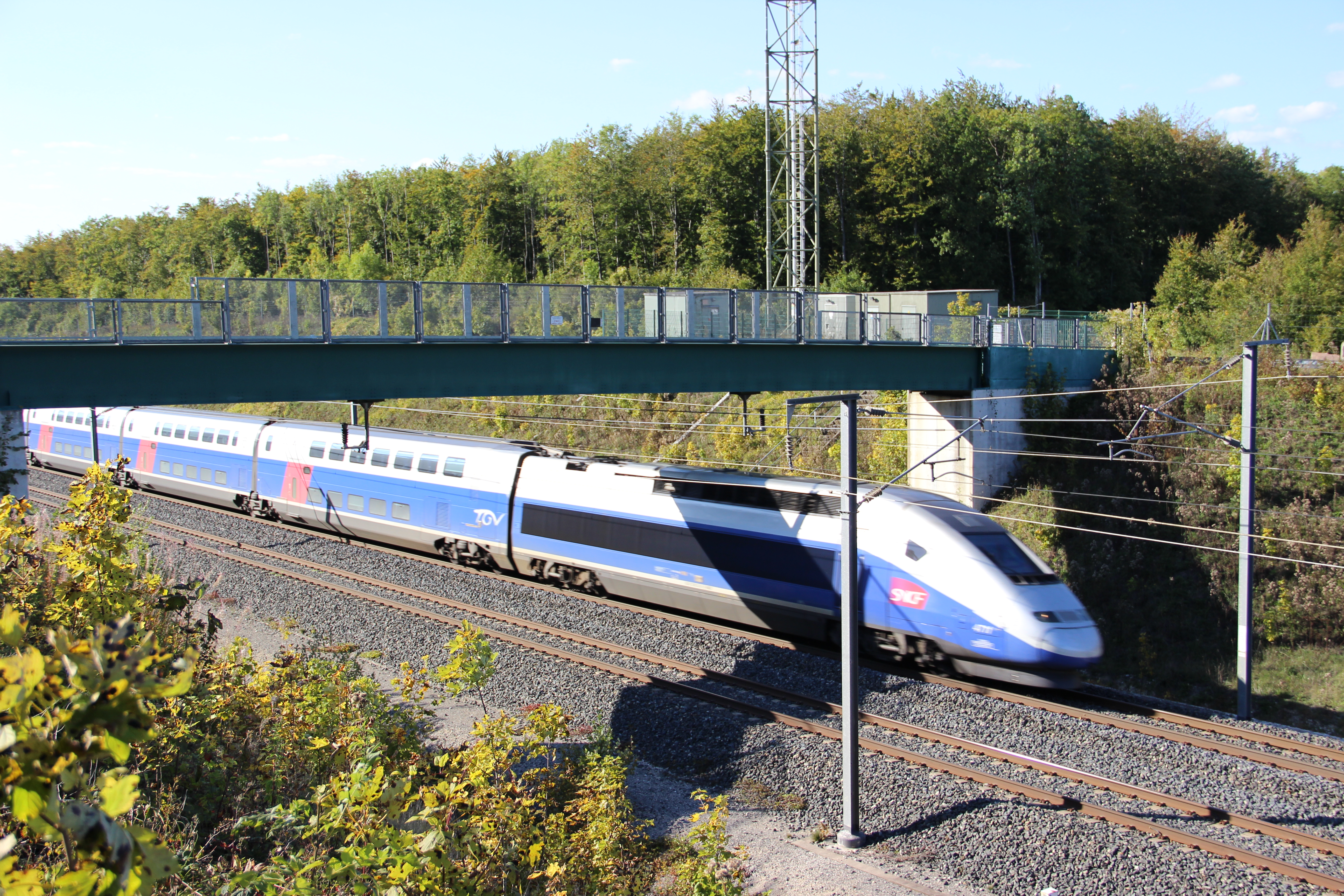
Skład TGV na linii LGV Est européenne

Projekt o łącznej wartości 3,125 mld €, został sfinansowany przez następujące podmioty:
- Rząd Francji: 1,220 mld €,
- Unia Europejska: 320 mln €,
- Księstwo Luksemburga: 117 mln €,
- RFF (główny inwestor): 682 mln €,
- SNCF: 49 mln €,
- Regiony, departamenty i miasta: 736 mln €,
  - Region Ile-de-France: 76,22 mln €,
  - Podmioty z Regionu Szampania-Ardeny: 124,25 mln € w tym:
    - Region Szampania-Ardeny : 42,08 mln €,
    - Miasto Reims: 45,73 mln €,
    - Dystrykt Reims: 3,96 mln €,
    - Departament Ardeny: 7,62 mln €,
    - Departament Marna: 24,85 mln €,

  - Podmioty z Regionu Lotaryngia: 253,83 mln €, w tym:
    - Region Lotaryngia: 203,06 M€ mln €,
    - Departament Moza: 4,12 mln €,
    - Departament Meurthe-et-Moselle: 15,70 mln €,
    - Departament Mozela: 22,41 mln €,
    - Departament Wogezy: 8,54 mln €,

  - Podmioty z Regionu Alzacja: 282,03 mln €,
    - Region Alzacja: 141,02 mln €, w tym:
    - Departament Dolny Ren: 70,58 mln €,
    - Miasto Strasburg: 35,37 mln €,
    - Departament Górny Ren: 24,39 mln €,
    - Miasto Colmar: 3,66 mln €,
    - Miasto Miluza: 7,01 mln €,

Zaangażowanie władz samorządowych w projekt jest konsekwencją dekretu rządu Francji z marca 1997, regulującego funkcjonowanie RFF. Zabrania on finansowanie projektu postulowanego przez władze lokalne, jeśli przewidywane zyski nie gwarantują pokrycia kosztów inwestycji, o ile postulujący nie sfinansują częściowo inwestycji w takim stopniu, który zapewni, że wpływy z eksploatacji pokryją pozostające dla RFF koszty. Zapewnienie taboru kolejowego do obsługi linii jest już zadaniem przewoźników, przede wszystkim SNCF.
Budżet projektu zwiększył się o około 290 mln € w porównaniu z zakładanym w roku 1997, cała nadwyżka zostanie pokryta przez rząd Francji oraz RFF.

## Szczególne cechy projektu
Budowa linii LGV Est européenne wyróżnia się spośród innych projektów tego typu, realizowanych wcześniej we Francji.
- Oddanie do użytku pierwszego odcinka, planowane pierwotnie na rok 2006 zostało przełożone na rok 2007. Data uruchomienia drugiego odcinka pozostaje wciąż niepewna, mimo że prace przygotowawcze są bardzo zaawansowane.
- Po raz pierwszy w finansowaniu linii TGV miały udział samorządy lokalne. Wysokość wkładu każdego z partycypantów ustalono po licznych negocjacjach, w funkcji zysku w czasie przejazdu nową linią do Paryża. Jest prawdopodobne, że ten sam sposób zostanie również zastosowany przy budowie drugiego odcinka linii.
- Jest możliwe, że pociągi relacji Paryż – Niemcy pojadą przez Mannheim, włączony już w niemiecką sieć szybkiej kolei ICE, łączącej Monachium, Stuttgart i Frankfurt nad Menem, a nie przez Strasburg jak pierwotnie zakładano.
- LGV Est européenne jest również najszybszą z istniejących linii, pozwalającą na osiąganie prędkości do 350 km/h. Jednak prędkość pociągów TGV wynosi tylko 320 km/h.
- Jest to również pierwsza linia wysokich prędkości we Francji, po której mogą kursować pociągi inne niż TGV (w szczególności niemieckie pociągi ICE).